# American Standardbred
Das American Standardbred – auch kurz Standardbred – oder Amerikanischer Traber ist eine US-amerikanische Pferderasse und stellt heute leistungsmäßig die bedeutendste Traberrasse weltweit dar.
Hintergrundinformationen zur Pferdebewertung und -zucht finden sich unter: Exterieur, Interieur und Pferdezucht.

## Exterieur
Das Standardbred ist ein leistungsorientiertes Trabrennpferd. Die Rasse ist nicht sehr einheitlich, da eher auf Leistung als auf Schönheit gezüchtet wird. Das Stockmaß schwankt zwischen 145 und 175 cm, wobei die meisten Pferde im Bereich zwischen 150 und 160 cm liegen. Die Kruppe ist ausgeprägt muskulös, schräg und lang und häufig überbaut. Die Beine des Standardbred sind trocken und hart mit guten Hufen. Die gerade Hinterhand unterstützt die Veranlagung zu beeindruckenden Trabtritten mit einem Höchstmaß an Schubkraft.
Da der American Standardbred für Trab- und Passrennen gezüchtet wird, liegt der Schwerpunkt auf dem Renntrab mit langer Schwebephase beziehungsweise extrem förderndem Pass und in jedem Fall einem enormen Schub aus der Hinterhand. Der Schritt ist sehr raumgreifend, der Galopp, wie bei anderen Gangpferderassen, je nach Gangveranlagung manchmal zum Vierschlag tendierend.

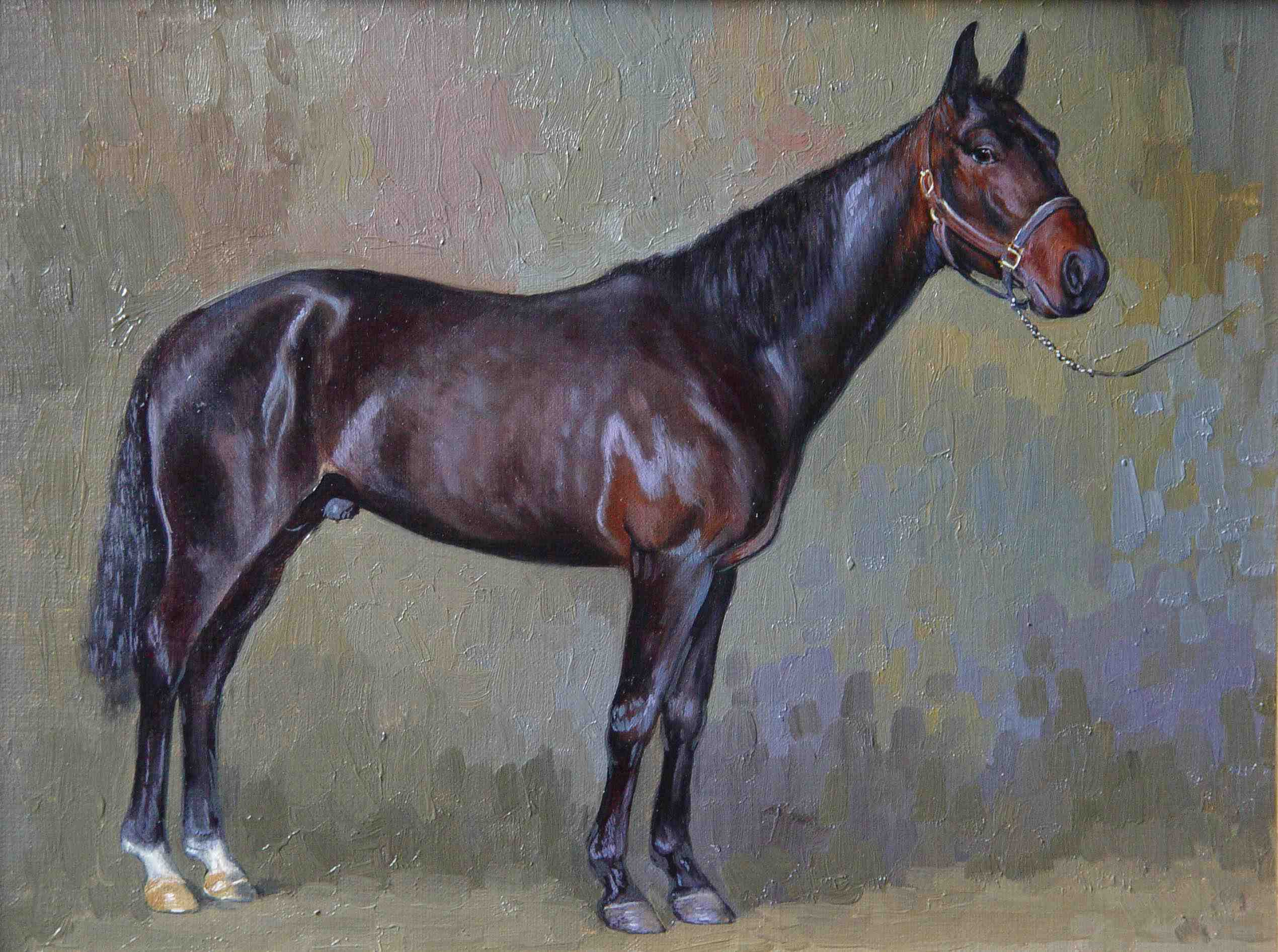
Künstler S.L. Koschin „Amerikanischer Traber“

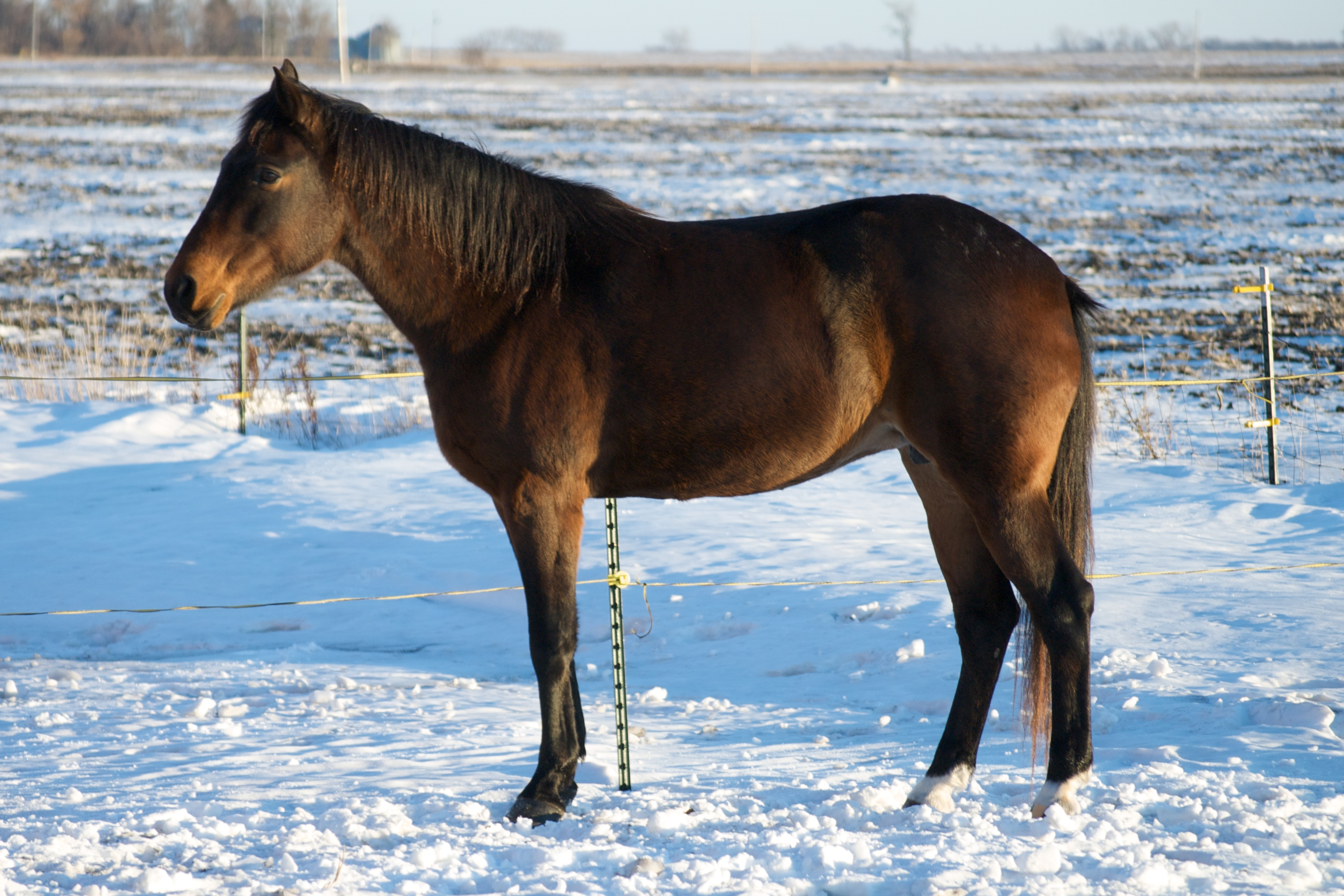
Amerikanischer Traber im Winterfell

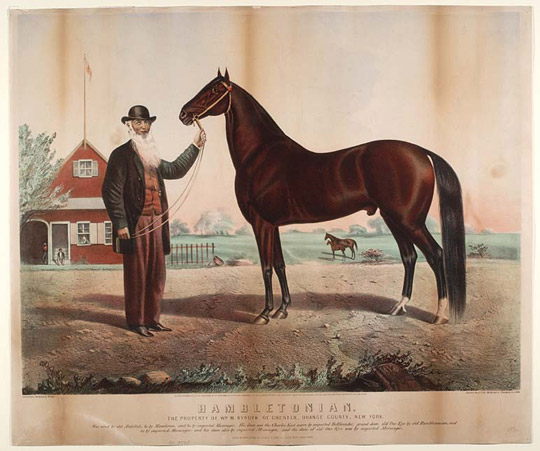
Hambletonian 10

## Interieur
Als typische Rennpferde sind sie ausdauernd, schnell, mutig und sehr nervenstark.
Im Gegensatz zum französischen und russischen Traber ist der amerikanische frühreif. Das heißt, er ist bereits als Zwei- und Dreijähriger auf der Rennbahn zu sehen, was natürlich die Investitionen der Züchter bis zum ersten Renneinsatz beträchtlich senkt. Aus Sicht des Tierschutzes ist es jedoch umstritten.

## Zuchtgeschichte
Die Rasse des American Standardbred wird seit Mitte des 19. Jahrhunderts ausschließlich für Trab- und Passrennen gezüchtet. Sie wurde 1879 offiziell durch die Verabschiedung eines Regelwerkes der amerikanischen Züchterschaft gegründet. In der Zeit, als das Stutbuch eröffnet wurde, 1871, mussten die Zuchtpferde einen bestimmten Geschwindigkeitsstandard erreichen, um eingetragen zu werden. Diese Praxis begründete den Namen der Rasse. Zu dieser Zeit lag der Standard für Traber bei 2:30 Minuten für die Meile und für Passgänger bei 2:25 Minuten.
Der züchterische Ursprung der Rasse lässt sich jedoch weiter zurückverfolgen. Die Ursprünge gehen zurück auf die Kolonisten, die Neu-England im 16. Jahrhundert besiedelten und ihre englischen und holländischen Pferde mitbrachten. Auch spanische Einflüsse werden vermutet, was mehr als wahrscheinlich ist, da spanische Pferde zu dieser Zeit sehr in Mode waren und praktisch die Pferdezucht ganz Europas beeinflussten. Das Resultat dieser Kreuzung, der harten Umweltbedingungen und der hohen Anforderungen an die Pferde war ein kompaktes, starkes und langlebiges Reitpferd, das in der Lage war, lange Distanzen für den Reiter bequem zu bewältigen. Ihre Gänge werden in historischen Quellen als „pace“ beschrieben. Aber die Tatsache, dass die Gänge als sehr bequem beschrieben werden, lässt eher vermuten, dass sie einen gebrochenen Pass oder irgendeine andere Viertaktvariante gingen.
Sicher waren die vorhandenen Gangvariationen nicht besonders verschieden von denen, die die amerikanische Gangpferdepopulation heute zeigt. Mit dem Unterschied, dass die verschiedenen Gangvarianten noch nicht zur Trennung in verschiedene Zuchten führten und dass alles Mögliche von dem, was die Amerikaner heute „soft saddle gaits“ nennen, in der Population vorhanden war. Viele dieser selten über 140 cm großen Pferde wurden auch in Kanada gezüchtet und nach Süden verkauft. Seit 1636 etablierte sich Rhode Island schnell als die Pferdehauptstadt Neu Englands und die besten Pacer (Passgänger) wurden hier gekauft, verkauft und gezüchtet.
Rennen wurden bald populär und die Zucht schneller Pferde ein einträgliches Geschäft. Mit der Zeit wurden diese Pferde die populärsten Reit- und Zugpferde der Kolonien.
Nicht besonders schön, waren sie trittsicher, verlässlich, schnell und komfortabel. Ihren Namen bekamen diese Pferde von der Gegend in der das Zentrum ihrer Zucht lag, der Narragansett Bay: Narragansett Pacer. Für über 150 Jahre waren diese Pferde in den Kolonien das Reitpferd der Wahl.
Bald nach der amerikanischen Revolution kam es durch die vermehrte Einfuhr englischer Vollblüter, zusammen mit neuen Ideen in der Tierzucht, zu einem gewaltigen Umbruch und Aufschwung in der amerikanischen Pferdezucht. Im Jahre 1788 wurde der englische Vollbluthengst Messenger, dessen Vater Mambrino ein Star der populären Galopprennen über vier Meilen war, nach Philadelphia importiert. Dort löste er eine Revolution in der Pferdezucht aus. Verpaart mit den widerstandsfähigen, starken, kleinen Pferden der ehemaligen Kolonien, brachte Messenger Nachkommen mit viel Aktion, Schnelligkeit und Ausdauer im Trab. Der Vollbluteinfluss brachte zugleich mehr Größe, Anmut und Eleganz in die Zucht.
Aus der Kombination Narragansett Pacer und Vollblut gingen nicht nur die Standardbreds, sondern auch die Saddlebreds, die Tennessee Walker, die Morgans und andere Rassen hervor. Zu Beginn der Zucht waren die Zuchten noch keineswegs voneinander getrennt, und so findet man viele Pferde im Pedigree mehrerer Rassen. Messengers 1849 geborener Urenkel Hambletonian 10 gilt als der Stammvater der Standardbreds.

## Verwendung

### Rennsport
Das American Standardbred wird vornehmlich für die Rennbahn gezüchtet. Dabei laufen sie je nach Veranlagung entweder in Trabrennen oder in Passrennen. Dabei erreichen die Pferde in den Passrennen durchschnittlich höhere Geschwindigkeiten als die üblichen circa 50 km/h bei den Trabern. Obwohl es auch gerittene Rennen gibt, werden die meisten Rennen mit einem Sulky gefahren. Um die Pferde bei den Passrennen beim Halten der Gangart zu unterstützen, werden sogenannte „hobbles“ eingesetzt, Plastik- oder Lederschnüre die um den oberen Teil der Beine gelegt werden. Equivalent zur Triple Crown im US-amerikanischen Galopprennsport existiert auch die „Triple Crown of Harness Racing for Trotters“.

### Weitere Nutzung
Die meisten ehemaligen Rennpferde starten eine zweite Karriere im Freizeitbereich oder in anderen Reitdisziplinen. Neben Dressur, Springen, der Vielseitigkeit kann diese Rasse auch zum Wander- und Westernreiten verwendet werden. Manche Pferde zeigen neben einer Veranlagung für den Pass auch Tölt, so dass sie auf Gangturnieren gezeigt werden können.